# XXXIX. Panzerkorps (Wehrmacht)
Das XXXIX. Armeekorps (mot.) war ein Großverband der deutschen Wehrmacht, es wurde 1940 gegen Frankreich eingesetzt, kämpfte ab 1941 hauptsächlich an der Ostfront. 1942 folgte die Umbenennung in XXXIX. Panzerkorps, bis 1944 führte es Einsätze bei der Heeresgruppe Mitte und Nord. 1945 folgten Einsätze des Korps im Elsass, in Hinterpommern, Schlesien und das Kriegsende an der Elbe.

## Erste Formation
Das Generalkommando XXXIX. Armeekorps (mot.) wurde am 27. Januar 1940 im Wehrkreis IX in Gotha aufgestellt. Am 9. Juli 1942 wurde das Generalkommando in XXXIX. Panzerkorps umbenannt. Erster Kommandierender General des XXXIX. Armeekorps wurde am 1. Februar 1940 General der Panzertruppe Rudolf Schmidt.

### Westfeldzug
Nach Beginn des Westfeldzuges am 10. Mai 1940 wurde der Korpsstab zunächst in Reserve gehalten und erst zwei Tage später wurde der Stab der 18. Armee unter General der Artillerie Georg von Küchler unterstellt, die durch Holland vorging. Am 12. Mai erhielt das XXXIX. Armeekorps (mot.) den Befehl über die 9. Panzer-Division, die 254. Infanterie-Division und die Leibstandarte SS „Adolf Hitler“ übertragen. Dem Korps wurde Rotterdam als Angriffsziel zugeteilt und erhielt dafür auch die 7. Flieger-Division unterstellt, deren Soldaten sich im dortigen Brückenkopf festgesetzt hatten. Die Kapitulation Rotterdams war am 14. Mai bereits unterzeichnet, als wenig später das Kampfgeschwader 54 aufgrund eines Kommunikationsfehlers die Altstadt trotzdem bombardierte, wobei 900 Menschen ihr Leben verloren. Danach wurde das Korps in den Raum Arras verlegt, wo britische Panzertruppen am 21. Mai 1940 eine Gegenoffensive eingeleitet hatten. Das XXXIX. Armeekorps übernahm die Führung der deutschen Kräfte vor Ort, überließ die Führung der Abwehr des britischen Angriffs jedoch weitgehend Generalmajor Erwin Rommel, dem Kommandeur der unterstellten 7. Panzer-Division. Nunmehr kamen die Fronten vorläufig zum Stehen und die Kämpfe konzentrierten sich auf den Kessel von Dünkirchen. Das Korps wurde für die zweite Phase des Angriffs reorganisiert und der Panzergruppe Guderian (Generalkommando XIX. AK.) unterstellt. Das Korps überschritt im Fall Rot am 9. Juni die Aisne beiderseits Rethel. Am 12. Juni erreichten die zugeteilte 1. und 2. Panzer-Division, sowie die 29. Infanterie-Division (mot.) mit dem Durchbruch auf Belfort die Schweizer Grenze. Hier trafen sie auf Divisionen der deutschen 7. Armee des Generalobersten Friedrich Dollmann, welche ihnen über Mühlhausen entgegenstießen. Damit wurde die etwa 200.000 Mann starke alliierte Heeresgruppe 3 (französische 2., 3., 5. und 8. Armee) eingeschlossen. Das Korps ging noch weiter nach Süden bis Pontarlier vor, bis Frankreich am 22. Juni in Compiègne kapitulierte. In der Wehrmachtführung fasste man für die zweite Jahreshälfte 1940 den Plan zur Eroberung von Gibraltar, unter den zwei Generalkommandos, die für dieses Unternehmen vorgesehen wurden, war auch das XXXIX. Armeekorps. Da jedoch General Francisco Franco in letzter Minute seine Zustimmung zum Durchmarsch deutscher Truppen durch Spanien verweigerte, gelangte das Unternehmen Felix nicht mehr zur Ausführung.

### Deutsch-Sowjetischer Krieg
Das XXXIX. Armeekorps (mot.) wurde im Frühjahr 1941 nach Allenstein in Ostpreußen verlegt. Im Juni 1941 wurde das Korps für das Unternehmen Barbarossa der Heeresgruppe Mitte unterstellt. Am 22. Juni 1941 stieß das XXXIX. Armeekorps (mot.) im Verband der Panzergruppe 3 (Generaloberst Hermann Hoth) mit der 7. und 20. Panzer-Division, sowie im zweiten Treffen mit der 20. Infanterie-Division (mot.) aus dem Grenzzipfel von Suwałki über Olita nach Wilna vor. Bereits am zweiten Tag kam es bei Alytus zu einem Panzergefecht mit der russischen 5. Panzerdivision (vom 3. mechanisierten Korps des General A. W. Kurkin), welche schwere Verluste verursachte. Der Vormarsch ging aber weiter und die 7. Panzer-Division besetzte am 25. Juni die Stadt Wilna. Von hier aus drehte das XXXIX. Korps befehlsgemäß wieder nach Südosten in Richtung Minsk ab, die 7. Panzer-Division schützte dabei östlich von Minsk die Straße nach Moskau. Ende Juni wurde die Verbindung zur 17. Panzerdivision der Panzergruppe 2 hergestellt und der Kessel von Bialystok-Minsk geschlossen. Anfang Juli 1941 forcierte das XXXIX. Korps das Westufer der Beresina zwischen Ziembin bis Njemenczyn. Die 20. mot. Infanterie-Division erreichte am 2. Juli Dolkinow und am 12. Juli Surask. Am 3. Juli überquerte die 7. Panzer-Division den Fluss Beresina bei Lepel und erreichte einige Tage später in der Schlacht von Senno nach schweren Panzerkämpfen den Durchbruch an der Seenplatte östlichen von Beschenkowitschi. Bis zum 10. Juli überquerte das Korps die Düna und eroberte Witebsk, die 7. Panzer-Division sicherte dabei südlich der Stadt. Zwischen dem 18. Juli und dem 7. August kam es an der Verbindungsstraße Smolensk – Moskau beim Vorstoß auf Jarzewo zu sehr schweren Kämpfen, die Truppen des XXXIX. Armeekorps (mot.) mit der 7. Panzer-Division an der Linie Jarzewo – Ustje – Kresty schlossen den nördlichen Ring um mehrere sowjetische Armeen im Laufe der Kesselschlacht bei Smolensk. Ohne Rücksicht auf die schweren Verluste und den Zustand der Truppen wurde das Korps am 16. August 1941 aus der Front herausgelöst und mit der zugeteilten 12. Panzer-Division zur Verstärkung der Heeresgruppe Nord an den Ladoga-See verlegt.
Hier sollte das Korps im Verband der Panzergruppe 4 an der Leningrader Blockade mitwirken. Am 8. September 1941 wurde Schlüsselburg am Ladogasee von der 20. Infanterie-Division (mot.) eingenommen und die Stadt damit ihrer rückwärtigen Verbindungen beraubt. Hitler hatte zu diesem Zeitpunkt bereits beschlossen, Leningrad auszuhungern. Die Masse der Panzer-Verbände der Heeresgruppe Nord wurden daher wieder zur Heeresgruppe Mitte verlegt, um am Angriff auf Moskau teilzunehmen. Das XXXIX. Armeekorps (mot.) verblieb jedoch im Norden. Das Korps bildete am 16. Oktober 1941 zusammen mit dem I. Armeekorps den Kern einer Angriffsgruppe – gebildet aus der 12. Panzer-Division, der 20. und 18. Infanterie-Division (mot.) sowie der 21., 11. und 126. Infanterie-Division – die einen Vorstoß in Richtung Tichwin unternahm. Tichwin wurde bei eisigen Temperaturen am 8. November durch das Infanterie-Regiment 51 (Oberstleutnant Hans-Georg Leyser) der 18. mot. Division (General Herrlein) eingenommen. Am 11. November 1941 verließ Schmidt das Korps und wurde Oberbefehlshaber der 2. Panzerarmee, der neue Kommandierende wurde General der Panzertruppe Hans-Jürgen von Arnim. Am 15. November 1941 begannen aber starke Gegenangriffe der 4. und 54. Sowjetarmee, welche am 22. Dezember 1941 den Rückzug der deutschen Gruppierung hinter den Wolchow erzwangen. Das XXXIX. Korps übernahm darauf mit der 61. und 215. Infanterie-Division, sowie der 20. Infanterie-Division (mot.) die Deckung der Wolchowlinie bei Tschudowo.

### Einsätze 1942 und 1943
Zwischen März und Juni 1942 führte das Korps im Abschnitt der 16. Armee mit der 8. Panzer-Division und der unterstellten 121. und 123. Infanterie-Division Entsatzangriffe von der Lowat her für die im Raum Cholm eingekesselte 281. Sicherungs-Division des Generals Theodor Scherer. Am 9. Juli 1942 erfolgte die Umbenennung des XXXIX. Armeekorps (mot.) in XXXIX. Panzerkorps. Im gleichen Monat wurde das Korps der 9. Armee in den Frontbogen von Rschew zugeführt, zwischen Sytschewka und Gschatsk waren die 1. und 5. Panzer-Division, die 78. und 102. Infanterie-Division unterstellt. Das Korps stand während der sowjetischen Operation Mars im Brennpunkt der Abwehrkämpfe. Am 1. Dezember 1942 übernahm General der Artillerie Robert Martinek die Führung des Korps, das jetzt die 78., 102. und 337. Infanterie-Division, sowie die 5. Panzer-Division führte. Die Heeresgruppe Mitte evakuierte den Rshewer Frontbogen im März 1943, im April kämpfte das XXXIX. Korps im Raum Newel. Zwischen August und Oktober 1943 nahm das XXXIX. Panzer-Korps an der Verteidigung von Smolensk gegen die russische Operation Suworow teil. Am 23. September 1943 musste Smolensk geräumt werden.

### Einsätze 1944
Anfang 1944 war das Korps der 4. Armee (Gotthard Heinrici) unterstellt, ihm unterstanden dabei die 95., 129. und 337. Infanterie-Division im Raum Orsha. Im Mai 1944 erfolgte der Rückzug des Korps in den Raum östlich von Mogilew, im Juni 1944 unterstanden dem Korps die 12., 31., 110. und 337. Infanterie-Division sowie als Reserve die Panzergrenadier-Division Feldherrnhalle; es sicherte die wichtige Rollbahn durch Mogilew.

### Zerschlagung
Zu Beginn der sowjetischen Operation Bagration am 22. Juni 1944 wurde die 12. Infanterie-Division in Mogilew zerschlagen. Die Kommandeure der 110., 12. und 31. Infanterie-Divisionen und der Pz.Gren.Div. „Feldherrnhalle“, die Generale Kurowski, Bamler, Ochsner und von Steinkeller wurden von den Sowjets gefangen genommen. Der Kommandierende General des XXXIX Korps, General Robert Martinek wurde beim Rückzug zur Beresina am 28. Juni und sein Nachfolger Otto Schünemann am folgenden Tag durch sowjetische Fliegerangriffe getötet. Das Korps zerfiel an der Beresina vollständig, der Fluss musste unter feindlichen Luftangriff überquert werden, fast alle Einheiten des Korps wurden von der 2. Weißrussischen Front (General Sacharow) östlich von Minsk zerschlagen oder gefangen.

## Zweite Formation
Am 28. Juni übernahm General Dietrich von Saucken das Generalkommando der „Kampfgruppe Saucken.“ Die Kampfgruppe, die zu diesem Zeitpunkt im Wesentlichen aus der 5. Panzer-Division, der schweren Panzer-Abteilung 505 und der 170. Infanterie-Division bestand, musste sich von Borissow nach Molodetschno vor den Angriffen der sowjetischen 3. Weißrussischen Front (General Tschernjachowski) zurückkämpfen. Von Saucken versuchte durch geschickte Führung den sowjetischen Vormarsch zu verzögern und die Rückzugswege für entkommende Einheiten der 4. Armee offen zu halten – den Verlust von Minsk am 3. Juli konnte er aufgrund der katastrophalen militärischen Gesamtsituation der Heeresgruppe Mitte nicht verhindern.
Anfang August 1944 – während des Warschauer Aufstandes- wurde das XXXIX. Korps der 9. Armee (General Vormann) unterstellt und die 4. und 12. Panzer-Division sowie die Panzergrenadier-Division „Hermann Göring“ zugeführt. Das Korps sicherte das östliche Vorfeld Warschaus und führte von Praga heraus Gegenstöße bei Radzymin, Wolomin und Okuniew.
Am 5. August erfolgte die Ablösung durch das IV. SS-Korps und der Abtransport des Korps nach Kurland. General von Saucken erhielt Befehl zur Durchführung des Unternehmens Doppelkopf, dabei sollte die verlorengegangene Verbindung zur deutschen 16. Armee im Raum Riga wieder geöffnet werden. Das XXXIX. Panzerkorps eröffnete den Angriff am 16. August. Der aus den Raum Moscheiken nach Nordosten angesetzte Angriff der 4. und 5. Panzer-Division erreichte Autz, lief aber vor Doblen an der herangeführten 6. Gardearmee fest. Der Angriff der links angesetzten Kampfgruppe unter Hyazinth Graf Strachwitz von Gross-Zauche und Camminetz wurde von See her durch das Feuer des Kreuzers Prinz Eugen gedeckt und erreichte über Tukkum vordringend die Verbindung zur Gruppe Kleffel der 16. Armee. Bis zum 27. August hatte sich der Korridor zwischen der 3. Panzerarmee und der 16. Armee auf etwa 20 Kilometer Breite vergrößert, obwohl der Druck neuer sowjetischer Kräfte fühlbar wurde. Die 18. Armee bezog im Oktober 1944 ihr Hauptquartier in Aizpute (Hasenpoth), um von dort aus den rechten Flügel der Kurland-Front zu verteidigen. Ihr unterstanden neben dem I. und X. Armeekorps auch das XXXIX. Panzer-Korps mit der 4. und 12. Panzer-Division, sowie der 225. und 61. Infanterie-Division, welche die Linie Skuodas – Vainode – Autz verteidigten. Deckers Korps wurde in Folge in schweren Abwehrschlachten im Kurlandkessel eingesetzt, zwischen Vainode und Moscheiken unterstützte es dabei den Abwehrkampf des II. Armeekorps.
Am 15. Oktober 1944 gab General von Saucken das Kommando an den General der Panzertruppe Karl Decker ab, das Korps wurde aus Kurland herausgezogen und nach Ostpreußen als Reserve der 3. Panzerarmee (Erhard Raus) verlegt. Am 22. Oktober erfolgte südlich Gumbinnen ein sowjetischer Durchbruch, der durch die Gegenstöße der 5. Panzer-Division und 50. Infanterie-Division ab 2. November an der Angerapp bereinigt werden konnte. Im November unterstanden dem Korps, das der 4. Armee unterstellt wurde, die 28. Jäger-Division und die 21. Infanterie-Division, die den Rominte-Abschnitt östlich Goldap verteidigten.

### Einsätze 1945
Zu Jahresende 1944 wurde das XXXIX. Panzerkorps an die brüchige Westfront zur 1. Armee des General Hans von Obstfelder verlegt. Im Unternehmen Nordwind erfolgte ab 31. Dezember 1944 ein Vorstoß im Raum im nördlichen Elsass durch das XIII. SS-Armeekorps, der einen US Gegenstoß in die linke Flanke der bereits gescheiterten Ardennenoffensive verhindern und Straßburg zurückgewinnen sollte. Am 8. Januar 1945 erfolgte die Offensive durch das XXXIX. Panzerkorps in Richtung Hagenau, dieser Angriff blieb jedoch südlich von Weißenburg stecken, Straßburg konnte von den Alliierten gehalten werden. Weitere Abwehrkämpfe der unterstellten 21. Panzer-Division im Raum Seltz – Bischwiller brachten keine Entlastung. Nach dieser kurzen Verfügung bei der 1. Armee erfolgte im Februar 1945 die Rückverlegung des Korps an die Ostfront. Es wurde gegen die sowjetische Offensive in Pommern als Teil der neu aufgestellten 11. Panzerarmee eingesetzt. Das XXXIX. Panzerkorps führte gemeinsam mit dem III. SS-Panzerkorps am 16. Februar 1945 aus dem Raum Stettin einen Angriff mit der Panzer-Division Holstein, der 10. SS-Panzer-Division „Frundsberg“, der 4. SS-Polizei-Panzergrenadier-Division und der 28. SS-Freiwilligen-Panzergrenadier-Division „Wallonien“. Das Korps stieß dabei über Stargard in Richtung Süd-Osten nach Dölitz vor, sowjetische Gegenangriffe ab 17. Februar bei Arnswalde zwangen zum Rückzug aus Hinterpommern in den Altdammer Brückenkopf.
Anfang März 1945 wurde das Korps der 17. Armee in Schlesien überstellt. Die deutsche Führung begann in der Nacht vom 1. zum 2. März einen Gegenangriff nördlich des Riesengebirges bei Lauban. Die linke Angriffsgruppe bildete das XXXIX. Korps bestehend aus der Führer-Grenadier-Division, 17. Panzer-Division, 6. Volksgrenadier-Division. Am Nachmittag des 2. März wurde Ober-Bielau genommen, und das Korps drehte sodann nach Norden auf Logau ab. Am 4. März stieß die Führer-Grenadier-Division ostwärts über den Queis, wo sie auf dem Lindenberg (ostwärts Logau) der gegenstoßenden 8. Panzer-Division die Hand reichte, in harten Kämpfen bis 15. März gelang es auch Striegau zu befreien.
Am 27. März 1945 war das XXXIX. Korps der 9. Armee zugeführt worden, es erhielt die Panzer-Division Müncheberg, die 20. Panzergrenadier-Division und die 25. Panzergrenadier-Division sowie die Führer-Grenadier-Division unterstellt. Ziel war die Befreiung der eingeschlossenen deutschen Garnison in Küstrin. General Theodor Busse, der Oberbefehlshaber der 9. Armee, unterstellte dem XXXIX. Panzerkorps auch die Festung Frankfurt an der Oder sowie die 169. und die 600. (russ.) Infanterie-Division. Damit sollten die Voraussetzungen für einen weiteren Angriff des XI. SS-Panzerkorps mit dem Schwerpunkt Lebus geschaffen werden.
Am 15. April 1945 erhielt die Armeegruppe Blumentritt vom OB Nordwest (General Busch) den Befehl, mit dem zugeführten Generalkommando XXXIX. Panzerkorps sofort aus dem Raum Uelzen-Gifhorn in Richtung Braunschweig anzugreifen und so in den Rücken der auf Magdeburg vorgedrungenen amerikanischen 9. Armee zu stoßen. Nach einem Anfangserfolg blieb dieser Angriff, der hauptsächlich von der Panzer-Division „Clausewitz“ geführt wurde, im amerikanischen Abwehrfeuer bei Bornum am Elm liegen. Am 21. April wählte der General der Panzertruppe Karl Decker kurz vor der Gefangennahme durch die Amerikaner den Freitod. Generalleutnant Karl Arndt übernahm das truppenlose Generalkommando XXXIX. am 25. April, das der 12. Armee (Walther Wenck) unterstellt wurde. Das Korps sicherte Anfang Mai mit zusammengewürfelten Einheiten die Linie Wulkau–Molkenberg, die unterstellten Divisionen der Generale Heun und Konitzky sicherten notdürftig die Havellinie zwischen Rathenow bis Brandenburg. Der Rückzug nach Westen vor der sowjetischen 47. Armee erfolgte kämpfend. Über die Elbe-Brückenköpfe Fischbeck und Tangermünde erfolgte bis 8. Mai der Gang in amerikanische Gefangenschaft.

## Führung
Kommandierender General
- General der Panzertruppe Rudolf Schmidt 1. Februar 1940 bis 11. November 1941
- General der Panzertruppe Hans Jürgen von Arnim 11. November 1941 bis 1. Dezember 1942
- General der Artillerie Robert Martinek 1. Dezember 1942 bis 13. November 1943
- General der Infanterie Carl Püchler 13. November 1943 bis 18. April 1944
- General der Artillerie Robert Martinek 18. April bis 28. Juni 1944
- Generalleutnant Otto Schünemann 28./29. Juni 1944
- General der Panzertruppe Dietrich von Saucken 29. Juni bis 16. Oktober 1944
- General der Panzertruppe Karl Decker 16. Oktober 1944 bis 21. April 1945
- Generalleutnant Karl Arndt 25. April bis 8. Mai 1945

Erster Generalstabsoffizier:
- Oberstleutnant i. G. Wolf-Dietrich Freiherr von Schleinitz 2. Juni 1940 bis 1. August 1941
- Oberstleutnant i. G. Oldwig von Natzmer 17. Juli 1941 bis Juli 1942
- Oberst Hans-Georg Hildebrandt 9. Juli bis 30. September 1942
- Oberst Joachim Ziegler 30. September 1942 bis 1. Juni 1943
- Oberst Erich Dethleffsen 1. Juni 1943 bis 14. April 1944
- Oberstleutnant i. G. Wilhelm Masius 20. Mai bis 25. August 1944
- Oberst Conrad Kühlein 25. August 1944 bis 14. April 1945
- Oberst Werner Wolff 15. April bis 8. Mai 1945